# 普光寺 (宝塚市)
普光寺（ふこうじ）は、兵庫県宝塚市長谷字門畑にある真言宗大覚寺派の寺院。山号は涼瀧山。院号は西明院。本尊は千手観音。摂津国三十三ヶ所第14番札所。

## 歴史
養老年間（717年 – 724年）法道の開山により創建されたと伝えられる。本尊は奈良県の長谷寺本尊と同体で、故に当地を「長谷」と称した、と伝えられている。
中世には5坊と多くの寺領を有したが、弘治年間（1555年 – 1557年）に焼失。その後、牛頭天王社（現：素盞嗚神社）の別当寺となった。

## 所在地
- 兵庫県宝塚市長谷字門畑25

## 周辺情報
- 素盞嗚神社（本殿は兵庫県指定文化財）